# Директива 10/2
Директива 10/2 «Об управлении специальными операциями» — принятое Советом национальной безопасности США (СНБ) 18 июня 1948 года решение о проведении тайных операций в мирное время силами ЦРУ.

## Разработка
В ситуации начавшейся «холодной войны» власти США для противостояния СССР решили использовать, в том числе, такой инструмент, как тайные операции, включающие поддержку таких антикоммунистических организаций и движений как ОУН (б) в Западной Украине (см. статью Операция «Аэродинамик»), Wolność i Niezawisłość в Польше, Горянское движение в Болгарии.
Директива Совета национальной безопасности США 4-А (декабрь 1947 года) возложила ответственность за ведение психологической войны против потенциальных противников на директора Центрального разведывательного управления. Было установлено, что скрытые действия являются исключительно функцией исполнительной власти. Поручение этой работы ЦРУ было продиктовано тем, что оно контролировало внебюджетные средства, благодаря которым операции могли финансироваться с минимальным риском разоблачения.
Первоначально предоставление нового секретного мандата ЦРУ вызвало недовольство официальных лиц в Государственном департаменте и Министерстве обороны. Государственный департамент полагал, что проведение тайных операций слишком важно, чтобы его можно было оставить на усмотрение ЦРУ, и в то же время был обеспокоен тем, что военные могут создать противоборствующее ведомство секретных действий в Пентагоне. Поэтому вопрос о распределении ответственности за тайные операции был снова открыт, в результате чего была принята Директива 10/2 от 18 июня 1948 года, заменившая Директиву 4-A.

## Сущность директивы
Директива 10/2 предусматривала, «что в интересах сохранения мира и национальной безопасности Соединенных Штатов открытая международная деятельность правительства Соединенных Штатов должна быть дополнена тайными операциями», а не просто проведением «психологической войны».
Совет национальной безопасности поручил ЦРУ шпионаж и контршпионаж за границей, которые должны проводиться в мирное время Управлением специальных операций, а в военное время — совместно с Объединенным комитетом начальников штабов. Главу управления предлагает госсекретарь США и утверждает Совет национальной безопасности. Этот «высококвалифицированный специалист» отчитывается непосредственно директору ЦРУ, а управление должно действовать независимо от других компонентов ЦРУ.

Под „тайными операциями“ следует понимать всякую деятельность, которая проводится или поручается для проведения правительством против враждебных иностранных государств или групп или в поддержку дружественных иностранных государств или групп, но которые планируются и осуществляются таким образом, чтобы исключить любую ответственность правительства Соединенных Штатов за них и чтобы, если откроется роль правительства Соединенных Штатов, оно имело бы право отказаться нести любую ответственность за них. В частности, эти операции могут включать любую скрытую деятельность, относящуюся к пропаганде, экономической войне, прямым превентивным действиям, включая саботаж, антисаботаж, разрушение объектов и эвакуационные меры, подрывную деятельность против враждебных государств, включая помощь подпольным движениям сопротивления, партизанам и эмигрантским освободительным группам, а также поддержку местных антикоммунистических элементов в странах свободного мира, которым грозит опасность. Такие операции не должны включать конфликты с применением официальных вооруженных сил, шпионаж, контршпионаж, а также прикрытие и обман для военных операций.

## Реализация директивы
Управление специальных операций было создано в ЦРУ в соответствии с Директивой 10/2 1 сентября 1948 года.  Первоначально оно имело прямой доступ к Государственному департаменту, действуя по его указаниям, и военным, без необходимости проходить через административную иерархию ЦРУ. При этом глава ЦРУ был проинформирован обо всех важных проектах и решениях. В 1950 году эта схема была изменена, и Управление вошло целиком в управление ЦРУ. Первым руководителем Управления спецопераций стал опытный американский разведчик Фрэнк Гардинер Виснер.